# Zaro Agha

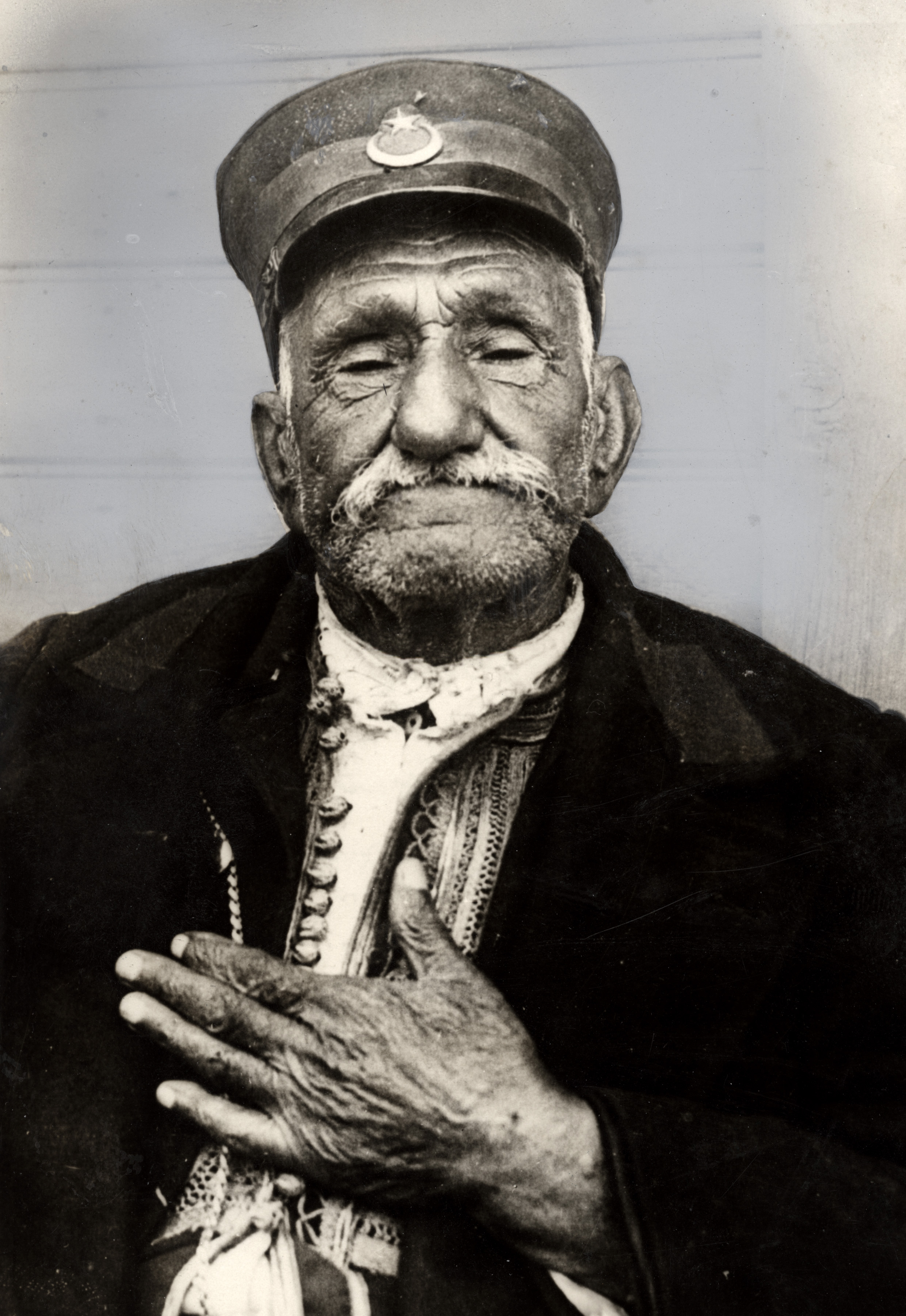
Zaro Agha

Zaro Agha (Koerdisch: Zaro Axa, Turks: Zaro Ağa) (Meydan (provincie Bitlis, Turkije), datum onbekend - Istanboel, 29 juni 1934) was een Koerdische Turk die de laatste jaren van zijn leven beweerde de oudste mens ter wereld te zijn. Zelf beweerde hij in 1774 geboren te zijn, wat zou betekenen dat hij 160 jaar oud geworden zou zijn. Deze leeftijd is echter nooit officieel erkend. Deskundigen schatten zijn leeftijd bij overlijden, op basis van medisch onderzoek en röntgenfoto's van zijn beenderen, op tussen de 80 en iets boven de 120 jaar. Maar al tijdens zijn leven trok zijn vermeende extreem hoge leeftijd in combinatie met zijn levensstijl veel internationale aandacht. Zeker tijdens de laatste jaren van zijn leven was Agha een internationale bekendheid die voor veel geld in de Verenigde Staten en Groot-Brittannië lezingen gaf over zijn (zeer waarschijnlijk deels verzonnen) persoonlijke geschiedenis. Zijn belevenissen op zijn reizen werden door de internationale media uitvoerig beschreven.

## Leven

### Niet verifieerbare deel
Over een groot deel van zijn leven zijn geen betrouwbare gegevens bekend. Volgens zijn overlijdenscertificaat dat zijn arts opmaakte, zou Zaro Agha in 1774 dan wel 1777 geboren zijn in het dorp Meydan, bij de stad Mutki in de provincie Bitlis, in het oosten van Turkije. Naar eigen zeggen nam Agha in 1799 deel aan de belegering van Akko door Napoleon door te dienen in het leger van Jezzar Ahmed Pasha. In 1826 zou hij ternauwernood aan de dood zijn ontsnapt, toen hij zich als janitsaar in een ondergrondse tunnel nabij de Hagia Sophia had verscholen nadat de elite-eenheid der janitsaren voorgoed was opgeheven. In 1828 zou hij deel hebben genomen aan de oorlog tegen Rusland en daarbij gewond zijn geraakt aan zijn been. Tegen het einde van de 18e eeuw zou hij zijn vertrokken naar Istanboel en zou daar onder andere hebben gewerkt aan de bouw van het Dolmabahçepaleis en de Ortaköy- en Tophanemoskee. Hij werkte naar eigen zeggen meer dan een eeuw als portier, in media werd zijn functie ook wel omschreven als drager en koffiezetter.
Zaro Agha maakte naar eigen zeggen 12 Ottomaanse sultans (van Abdülhamit I tot Mehmet VI), 1 president en 6 oorlogen mee.

### Verifieerbare deel
Naarmate hij ouder werd ontstond er steeds meer aandacht voor zijn leeftijd en de laatste decennia van zijn leven werd hij steeds meer een internationale bekendheid. Vanaf de jaren twintig schreven Nederlandse media over zijn leven en buitenlandse reizen. In 1921 maakte hij een reis naar een aantal landen, waaronder de Verenigde Staten en Frankrijk. In 1925 bezocht hij Italië.

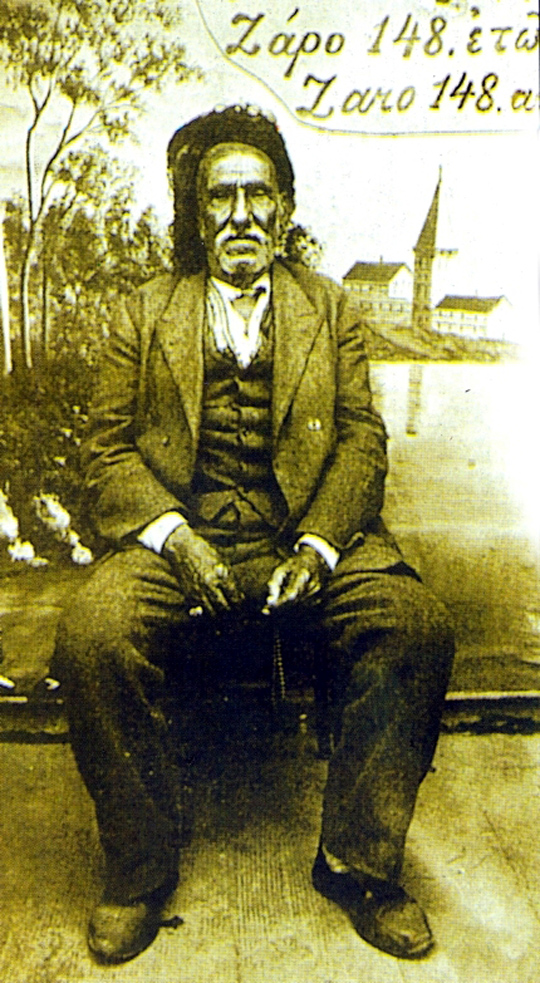
Zaro Agha in Istanboel

Ondanks zijn leeftijd werkte Agha als bode of portier van het gemeentehuis in zijn zijn woonplaats Istanboel. Dit was een erebaan, die fysiek niet veel voorstelde. Hij was inmiddels zo bekend dat toen hij in 1926 een keer zo ziek was dat hij een dag niet kon werken, dit de buitenlandse pers haalde. Buitenlandse toeristen kwamen speciaal naar Istanboel om hem te zien. Rond 1927 bood een rijke Amerikaan hem een luxeleven, inclusief lijfrente aan, als Agha naar de Verenigde Staten zou emigreren. Hij had dit voorstel nog in beraad toen hij begin 1928 opnieuw ziek werd. Door problemen met zijn maag kon hij moeilijk eten, en Agha bracht enkele weken in het ziekenhuis door. In buitenlandse kranten werd wederom volop aandacht besteed aan zijn ziekte. Agha overleefde de ziekte en kreeg later dat jaar van koning Amanoellah Khan van Afghanistan een behoorlijke som geld. Dit geld besteedde Agha om te scheiden van zijn 11e echtgenote, de 90-jarige Zoeleima. Agha trouwde hierna voor de twaalfde maal met de veel jongere Fatma.
In 1929 werd in Engelse media zijn overlijden gemeld, nadat Agha door een auto geschept was. Hij herstelde echter volledig en nam zijn baantje als portier van het gemeentehuis weer op zich.

### Wereldster
In 1930 bezocht Agha op uitnodiging van een anti-alcoholorganisatie de Verenigde Staten om het publiek de voordelen van geheelonthouding te laten zien. Kort voor zijn bezoek aan de Verenigde Staten overleed zijn 12e vrouw. Bij binnenkomst in de Verenigde Staten werd Agha door een Amerikaanse arts medisch onderzocht, en voldoende gezond bevonden om de Verenigde Staten binnen te mogen komen ondanks dat bij hem enkele 'ouderdomszwakten' werden geconstateerd. Overigens was de arts wel van mening dat Agha geen 150 was, maar 'slechts' 90, hooguit 100 jaar oud.
Van de verrichtingen van Agha in de Verenigde Staten werd uitgebreid verslag gedaan, niet in de laatste plaats omdat Agha de eerste maanden een frivool leven leidde. Zo kocht hij een auto en reed hij met hoge snelheid door de stad New York, daarbij verschillende aanrijdingen veroorzakend. Ook sliep hij in eersteklas hotels, at hij vijf maaltijden per dag, kocht hij dure kleding en liet hij zich zelfs in nachtkroegen zien waar hij zich de champagne goed liet smaken ondanks dat hij altijd beweerde nooit een druppel alcohol te hebben aangeraakt en hij voor de anti-alcohollobby naar de Verenigde Staten was gehaald. Hij kreeg zelfs een reputatie als rokkenjager, die jonge meisjes zou zoenen. Vanwege zijn reputatie werd een bezoek aan Thomas Edison en Henry Ford afgelast. Agha kreeg zelfs een gebiedsverbod voor West Orange, de woonplaats van Edison. In september raakte hij bij een verkeersongeluk op Broadway zwaargewond toen hij door een vrachtwagen werd aangereden. Ook hier was een gerucht dat Agha dronken was geweest ten tijde van het ongeluk. Maar Agha overleefde ook dit ongeluk en was een maand later aanwezig toen de vrachtwagenchauffeur voor de rechter stond wegens roekeloos rijden (waarvoor hij overigens werd vrijgesproken). De opbrengst van deze reis gebruikte hij gedeeltelijk om de advocaten te betalen, die de echtscheiding van zijn elfde vrouw afhandelden.
Na de Verenigde Staten reisde hij door naar Groot-Brittannië. Ook hier viel zijn levensstijl ondanks zijn hoge leeftijd op. Zo volgde hij een vliegles, in die tijd nog zeer bijzonder. Agha vermaakte zich in het buitenland zo goed, naar eigen zeggen was het de mooiste tijd van zijn leven, dat hij veel langer van huis weg bleef dan met zijn familie was afgesproken. Omdat zijn familie onvoldoende financiële middelen had om rond te komen en het verblijf van Agha in het buitenland veel langer duurde dan de bedoeling was moest de gouverneur-generaal van Istanboel zelfs de Turkse consul-generaal in Londen verzoeken er zorg voor te dragen dat Zaro Agha spoedig weer naar huis terug zou keren. Agha trok zich hier weinig van aan en was eind 1931 nog steeds in Groot-Brittannië. Toen in oktober 1931 zijn arts Moesa vermoord werd aangetroffen, werd ontdekt dat zich rondom Agha een heus 'syndicaat' had gevormd met het doel de ouderdom van Agha zoveel mogelijk te exploiteren. Zowel de arts als de moordenaar, de tot Amerikaan genaturaliseerde Turk Edward (Eddie) Cullins, maakten hier deel van uit. Agha reisde enige tijd mee met een circus, maar toen dat onvoldoende opleverde ging hij en zijn gevolg zelfstandig op pad. Moesa en Cullins hadden ruzie gekregen over de verdeling van de inkomsten. Ook na de moord op zijn arts en de arrestatie en veroordeling van Cullins, ging Agha door met zichzelf tentoonstellen. Zo stelde hij zichzelf eind 1931 tentoon in een museum in Birmingham, waar bezoekers voor zes stuivers hem de hand mochten schudden.
In maart 1932 haalde Agha opnieuw de media, toen hij in het ziekenhuis moest worden opgenomen nadat hij in een restaurant zoveel had gegeten dat hij niet goed werd. Pas eind 1932 keerde Agha terug naar Istanboel. Bij aankomst stond een grote mensenmenigte te wachten bij de boot Agha werd echter door zijn 'zwierige kleding' en jolige manier van lopen niet direct herkend en zat al in de tram terug naar zijn woning toen de wachtende menigte doorhad dat Agha al gepasseerd was. Bij thuiskomst bleek hij door het stadsbestuur van Istanboel te zijn ontslagen als portier, omdat hij twee jaar zonder verlof was weggebleven. Na protest kreeg hij weer een baantje terug van het gemeentebestuur, voor 55 Turkse ponden (ongeveer 100 gulden) per maand mocht hij koffie zetten voor het gemeentebestuur.

## Overlijden
In de zomer van 1933 raakte Agra ernstig ziek en werd voor zijn leven gevreesd.
In het voorjaar van 1934 was de op dat moment beroemde verjongingsarts dr. Serge Voronoff op doorreis in Istanboel. Hij wilde Agha onderwerpen aan een test om op die manier medisch zijn exacte leeftijd te kunnen bepalen. Hoewel Agha in eerste instantie toezegde deel te zullen nemen aan het onderzoek, verdween hij korte tijd later spoorloos. Korte tijd later werd Agha aangetroffen in een ziekenhuis, waar hij behandeld werd voor uremie, niervergiftiging.
Tijdens zijn verblijf in het ziekenhuis in het voorjaar van 1934 werden röntgenfoto's van zijn beenderen genomen. Op basis van deze foto's werd zijn leeftijd geschat op 80 tot 120 jaar. Agha wond zich erg op toen hij hoorde van het onderzoek naar zijn leeftijd in het ziekenhuis, en zwoer nooit meer een ziekenhuis te zullen betreden. Zijn toestand verslechterde echter de dagen erop, en al snel raakte hij bijna voortdurend buiten kennis. Zaro Agha overleed op 29 juni 1934.
Twee Amerikaanse universiteiten boden 20.000 dollar voor het lichaam van Agha, maar de Turkse premier Ismet Inönü gaf opdracht het lichaam in Istanboel te onderzoeken.
Ondanks protesten van zijn familie werd autopsie op zijn lichaam uitgevoerd. Uit de autopsie zou blijken dat Agha geen twee, maar drie nieren had. Maar al snel bleek dit een broodjeaapverhaal. Zaro Agha zou gestorven zijn aan de gevolgen van uremie. Ook werden enkele kiemen van tuberculose in zijn longen aangetroffen.
Het is niet bekend waaraan Zaro Agha zijn hoge leeftijd te danken had. Hij stond bekend als een vrolijke man die nooit alcohol dronk, niet rookte en ook geen vlees at.
Zaro Agha ligt begraven in Eyüp.

## Omstreden leeftijd
Dat Agha werkelijk 160 jaar oud geworden is, is zeker niet met zekerheid vast te stellen. Er zijn geen betrouwbare bronnen die zijn geboortejaar verifiëren. Het geboortejaar 1774 stond wel in zijn Turkse paspoort waarmee hij in 1930 nog naar de Verenigde Staten reisde maar andere bewijsstukken zouden volgens Agha bij een brand verloren zijn gegaan.
Tijdens de laatste decennia van zijn leven was Agha vanwege zijn hoge leeftijd in combinatie met zijn levensstijl in ieder geval een internationale bekendheid, en tot vlak voor zijn dood werden in de meeste toenmalige media zijn beweringen over zijn leeftijd overgenomen. Rond het eind van zijn leven verscheen een Frans onderzoek dat stelde dat Agha niet ruim 150 was, maar 'slechts' 93 jaar. Zijn extreme leeftijd zou een verzinsel zijn van de antialcohollobbyisten. Deze leeftijd is consistent met de bevindingen van de Amerikaanse arts die Agha bij binnenkomst in de Verenigde Staten in 1930 onderzocht. Dr. Voronoff was op basis van de in het voorjaar van 1934 gemaakte röntgenfoto's van mening dat Agha ruim 120 geworden is. Het geboortejaar van 1774 zou het geboortejaar van zijn vader of misschien zelfs grootvader zijn geweest, en Agha zou de wereld hebben misleid door gebeurtenissen uit het leven van zijn vader of opa op te nemen in zijn eigen levensverhaal.
Of Zaro Agha ook aan het eind van zijn leven terecht aanspraak maakte op de titel 'oudste levende mens', kan ook niet bewezen worden. Pas sinds 1955 worden officiële lijsten van 'oudste mensen' bijgehouden. Al tijdens zijn leven werden overigens nog oudere mensen 'ontdekt', waarvan de leeftijd ook niet geverifieerd kon worden. In 1932 werd in Egypte beweerd dat ene Ismael Joessef in 1772 geboren was, en daarmee ouder dan Zaro Agha. Ook werd Agha enige malen geconfronteerd met de claim van de Chinees Li Ching Yuen, die beweerde 256 jaar oud te zijn. Waar Agha eerst onverschillig reageerde op de claims van de Chinees, reageerde hij later woedend als hem gevraagd werd naar de leeftijd van Li Ching Yuen.
In 1933 werd in Californië een vrouw van Mexicaanse afkomst gevonden, die beweerde 170 jaar oud te zijn, en dus ook ouder dan Agha.

## Privéleven
Agha is in zijn leven verschillende malen getrouwd geweest, maar over hoe vaak precies verschillen de bronnen van mening. In de meeste Nederlandse media wordt gezegd dat hij 13 keer zou zijn getrouwd, maar aan het einde van zijn leven trouwde hij volgens diezelfde media voor de tiende of twaalfde keer. Hij zou 28 of 36 kinderen hebben gehad. Zijn twee zonen stierven op een leeftijd van 97 en 101 jaar.
Op het moment dat hij stierf in 1934, was alleen zijn jongste kind en dochter, de 65-jarige Güllü nog in leven.

## Standpunten
Hij zou 2 keer Mustafa Kemal Atatürk hebben ontmoet en hem met "sultan" hebben aangesproken. Zaro Agha zou hem daarbij hebben bedankt voor zijn grote inzet voor het land, maar hem hebben bekritiseerd omdat hij vond dat Atatürk de vrouwen te veel vrijheid had gegeven.